# Tzipi Livni

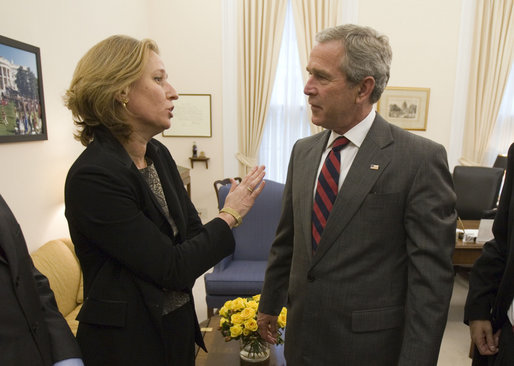
Tzipi Livni com George W. Bush, 13 de fevereiro de 2006.

Tzipora "Tzipi" Malka Livni, em hebraico ציפורה מלכה "ציפי" לבני‎, (Tel Aviv, 8 de julho de 1958) é uma advogada e política israelense, ex-ministra de Relações Exteriores de Israel e ex-líder da Coligação: União Sionista junto com Isaac Herzog de 2015 até 2019.

## Biografia
Nascida em Tel Aviv, Tzipi Livni é filha do judeu polonês Eitan Livni e de Sara Rosenberg, ambos antigos militantes destacados do Irgun, grupo paramilitar sionista que lutou na Guerra de independência de Israel. Livni serviu como tenente nas Forças de Defesa Israelenses, e trabalhou para o Mossad, serviço secreto do país, por dois anos, durante o início da década de 1980, abandonando o cargo em agosto de 1983 para se casar e terminar seus estudos de Direito. Existem rumores de que ela tenha caçado terroristas pelo Mossad, porém investigações mais recentes indicam que ela era uma agente de menor relevância logística; foi contratada para viver num apartamento em Paris que era utilizado pela organização, ajudando assim a manter a aparência de uma propriedade residencial normal.
Tzipi Livni formou-se na Faculdade de Direito da Universidade de Bar Ilan, e tem dez anos de experiência como advogada praticante, especializada em direito público e comercial. Reside em Tel Aviv com seu marido, o contador Naftali Spitzer, com quem tem dois filhos, Omri e Yuval. Fontes próximas a Livni declararam que ela é vegetariana. Além do hebraico, Tzipi Livni fala o inglês e o francês.

## Política
Em 1999 foi eleita deputada pelo partido Likud. Em 2001, com Ariel Sharon como primeiro-ministro, sua carreira ascendeu rapidamente. Foi ministra da Cooperação Regional, Habitação, Agricultura e Justiça. Acompanhou Sharon e Olmert quando estes fundaram o partido Kadima em 20 de novembro de 2005. Após as eleições de março de 2006, vencidas pelo Kadima, acumulou também os cargos de Ministra da Justiça e Relações Exteriores. Já era, então, a número três do partido. Com o afastamento de Ariel Sharon por derrame, tornou-se vice-primeira-ministra de Israel. Em maio de 2007, Livni pediu publicamente a renúncia de Olmert, após a divulgação do relatório parcial da Comissão Winograd, contendo os erros do governo na Guerra do Líbano de 2006.
Após a renúncia do primeiro-ministro Ehud Olmert, primeiro como líder do partido, e posteriormente do cargo de primeiro-ministro do país, Livni foi eleita a nova líder do partido Kadima nas primárias em 17 de setembro de 2008, vencendo por apenas 1% a Shaul Mofaz. Foi convidada pelo presidente de Israel Shimon Peres a formar novo governo, entretanto, não obteve êxito em conseguir o apoio mínimo de 61 deputados que lhe daria maioria absoluta no Parlamento Knesset. Eleições gerais antecipadas foram convocadas para 10 de fevereiro de 2009.